# Querbettsitzen

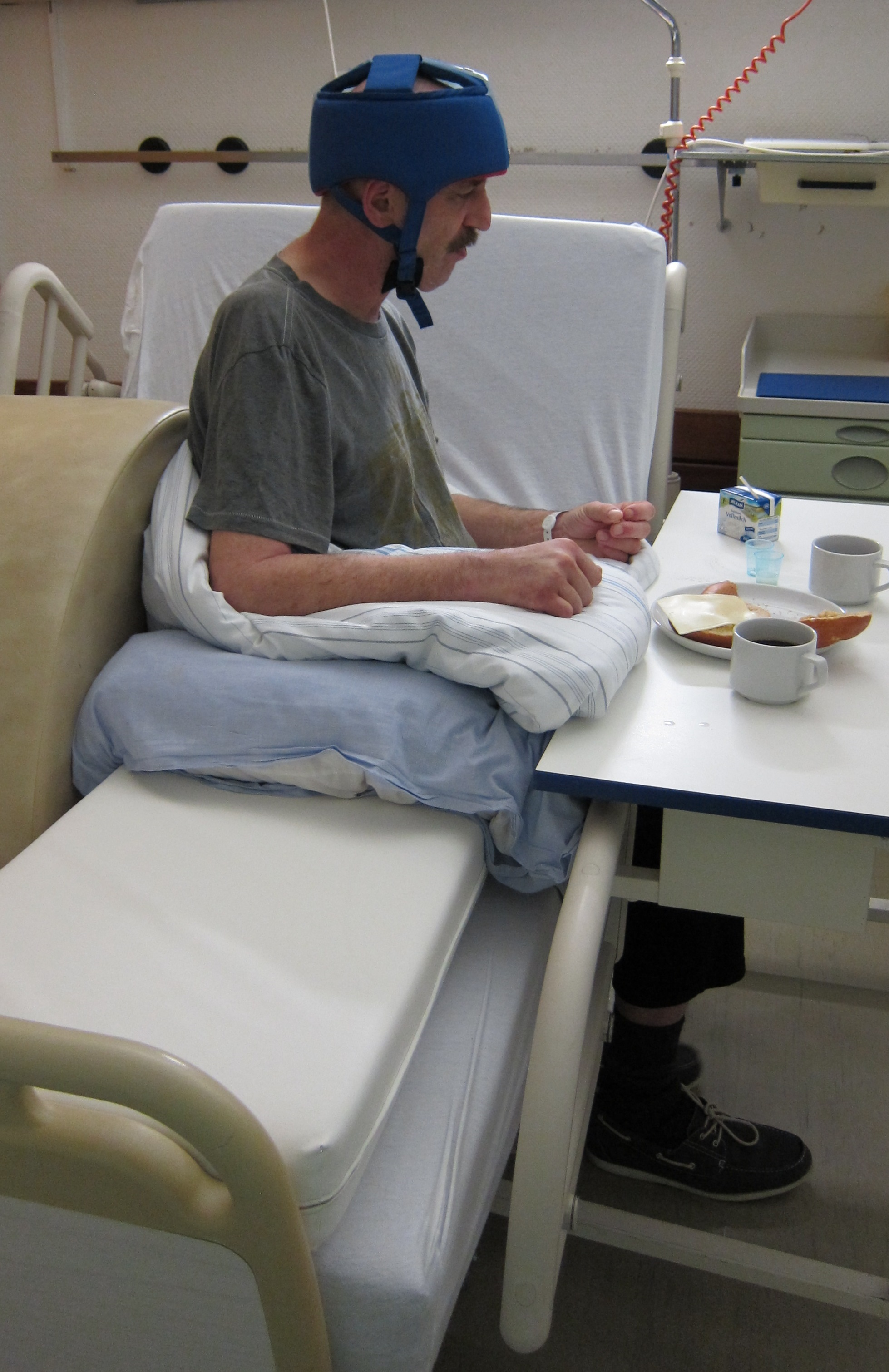
Beispielhafte Anwendung des Querbettsitzes als Hilfe zur Nahrungsaufnahme für den Patienten

Unter Querbettsitzen versteht man im Fachjargon der Kranken- und Altenpflege eine Pflegehandlung (z. B. auf der Intensivstation) zur aktiven Mobilisation eines Patienten, indem diesem über die Seitenlage in den Sitz auf der Bettkante geholfen wird, wobei ein rechter Winkel zwischen der Längskante des Betts und der Person entsteht. Die Sitzposition ist querbett. Der Querbettsitz wird häufig zum Bett-Stuhl-Transfer eines Patienten genutzt, wobei sich dem Pflegenden diverse Vorteile gegenüber der Liegeposition bieten. 

## Anwendung
Die Bewegungsübergänge vom Liegen ins Querbett und vom Querbett ins Stehen können en-bloc oder spiralförmig durchgeführt werden. Der Querbettsitz wird in folgenden Situationen am Patienten angewendet:
- Patienten mit geringer Stabilität in Rücken- und Bauchmuskulatur
- Patienten mit instabilem Kreislauf
- Patienten mit geringem Belastbarkeitspotenzial
- Patienten mit niedriger Leistung

Der Querbettsitz kann als Ausgangsposition für einen Transfer oder als eine einfache Lagerung des Patienten hilfreich sein. Querbett positioniert kann der Patient – vergleichbar mit dem Sitz im Stuhl – Nahrung zu sich nehmen, sich waschen und weitere Aktivitäten ausführen.

## Lagerung
Bei der Lagerung querbett wird der Patient in die Sitzposition gebracht, woraufhin der Rumpf hinten und seitlich stabilisiert wird. Dies geschieht mit einer U-förmigen Unterlage. Eine sichere Rückenlehne wird zur Unfallprävention angebracht. Die Unterarme werden gesichert und der Patient wird weiter gesichert, um einem Sturz vorzubeugen.